# Coppenbrügge
Coppenbrügge is een plaats in de Duitse deelstaat Nedersaksen, gelegen in het Landkreis Hamelen-Pyrmont. De stad telt 6.998 inwoners.

## Indeling van de gemeente
Het vlek Coppenbrügge bestaat uit 12 Ortsteile:
- Bäntorf (NW: ten noordwesten van Coppenbrügge)
- Behrensen (WZW, aan de B1)
- Bessingen (ZW, ten Z van de B1)
- Bisperode (8 km naar het ZW; het na Coppenbrügge zelf grootste plaatsje in de gemeente met in 2017 1.263 inwoners[2])
- Brünnighausen (N, aan de bosrand)
- Coppenbrügge zelf, met in 2017 2.209 inwoners[2]
- Diedersen (ZW, enkele km ten W van Bessingen)
- Dörpe (NO)
- Harderode (14 km naar het Z, aan de westkam van de Ith)
- Herkensen (WNW)
- Hohnsen ( iets ten N van Herkensen)
- Marienau (ZO; met in 2017 755 inwoners[2] het naar grootte derde plaatsje in de gemeente, incl. Landgoed Voldagsen)

## Ligging, verkeer, infrastructuur
Coppenbrügge heeft een oppervlakte van 90 km² en ligt in het noorden van Duitsland, op 15 km ten oosten van Hameln (Hamelen).

### Naburige gemeentes
- In het zuiden: Halle (Holzminden) in de Samtgemeinde Bodenwerder-Polle
- In het noordwesten: Bad Münder am Deister
- In het westen: Hamelen
- In het zuidwesten: Emmerthal
- In het zuidoosten: Salzhemmendorf
- In het noordoosten: Springe

### Wegverkeer
De in de middeleeuwen reeds als Westfaalse Hellweg bekende handelsstraat en heirbaan is in de 19e en 20e eeuw geleidelijk omgevormd tot de Bundesstraße 1, nog altijd de belangrijkste verkeersweg in de gemeente. De weg loopt van Hamelen in het westen oostwaarts, eerst zuidelijk om Behrensen heen, dan door Coppenbrügge (rondweg, noordoostelijk om de plaats heen, in aanleg; naar verwachting gereed in 2026) en Marienau, naar Hemmendorf gemeente Salzhemmendorf, en verder naar Hildesheim.
De Bundesstraße 442 begint te Coppenbrügge en loopt van daar noordwaarts naar Neustadt am Rübenberge.
Talrijke andere, provinciale wegen (Land(es)straßen) takken van de B1 af naar alle dorpen in de omgeving.

### Openbaar vervoer
Coppenbrügge  en Marienau (Station Voldagsen, genoemd naar landgoed Voldagsen) hebben kleine stations aan de spoorlijn Elze - Löhne. Ieder uur stopt er een stoptrein van  de NordWestBahn. Van Station Voldagsen loopt een apart spoorlijntje via o.a. Salzhemmendorf naar Duingen. Dit diende in het verleden de logistieke behoeftes van de kalksteengroeven, de bruinkoolmijn en andere industrie in de gemeente Salzhemmendorf. Na de beëindiging van deze mijnbouw was deze nevenspoorlijn niet lonend meer, en dient alleen nog als museumspoorlijn.
Buslijn 50 van de Öffies, de regionale busmaatschappij, verbindt Hamelen via Bisperode met Coppenbrügge; meestal rijdt deze bus nog door naar station Voldagsen of Lauenstein, en uiteindelijk naar Salzhemmendorf. Dit is de enige tot 20.00 uur regelmatig (1 x per uur in beide richtingen) rijdende buslijn. Op zon- en feestdagen ontbreekt  busvervoer vrijwel geheel, daar dit in het algemeen alleen voor scholierenvervoer is ingericht.

## Economie
Marienau heeft nabij de spoorlijn een klein bedrijventerrein, waar het grootste bedrijf van de gemeente, een fabriek (met showroom) van kantoormeubelen is gevestigd.
De economie van de gemeente steunt verder vooral op het toerisme, en in mindere mate op de land- en bosbouw.
Coppenbrügge heeft een klein ziekenhuis met geriatrie en neurologie als belangrijkste disciplines, en een in een fraai, oud vakwerkhuis gevestigd verpleeghuis voor (hoog-)bejaarden.
De plaatsen Coppenbrügge en Bispingen zijn ingericht met winkelfaciliteiten e.d. voor de dagelijkse levensbehoeften en met midden- en kleinbedrijf. Grote fabrieken en andere ondernemingen ontbreken.

## Bezienswaardigheden
- De overblijfselen van het kasteel van Coppenbrügge, met in een groot vakwerkhuis aldaar het Museum Coppenbrügge.  Dit bevat de nodige informatie over het Rijksgraafschap Spiegelberg. Een maquette van het vroegere kasteel (situatie anno 1540) in het museum is gemaakt aan de hand van gegevens uit het Koninklijk Huisarchief te Den Haag.
- De zwavelhoudende bron in Bessingen
- In de heuvels en bergen rondom Coppenbrügge, vooral in het Osterwald in het noordoosten van de gemeente met de 420 meter hoge heuveltop Fast, en in de Ith ten zuidwesten van Coppenbrügge,  wordt met name de mountainbikesport[5] krachtig bevorderd (uitgezette mountainbikeroutes, gebouwen waar mountainbikers bijeen kunnen komen, informatiecentra, e.d.). Daarnaast zijn er ook voor wandelaars mogelijkheden gecreëerd: de heuvelachtige omgeving van Coppenbrügge is vooral in het Osterwald rijk aan fraai bos. Vanwege opgetreden beschadigingen aan het gesteente (gevaarlijk, en ook slecht voor het milieu) zijn de mogelijkheden voor rotsklimmen en andere vormen van alpinisme in de Ith na 2015 weer ingeperkt[6].
- Enkele plaatsen in de gemeente hebben een aantal aardige vakwerkhuizen in het centrum of langs de dorpsstraat.
- In de gemeente staan twee monumentale kerkgebouwen, waarvan met name de 13e-16e-eeuwse St. Nicolaaskerk te Coppenbrügge met zijn 17e-eeuwse barokinterieur een bezoek waard is. De kapel van Marienau was in de middeleeuwen een kloosterkerk, en daarna nog van 1648 tot 1773 een bedevaartkerkje met een als wonderdadig beschouwd Madonnabeeld. De protestantse overheid verbood in 1773 de bedevaarten. Bij het kerkje is een gereconstrueerde  kloostertuin aangelegd.

## Landgoed Voldagsen

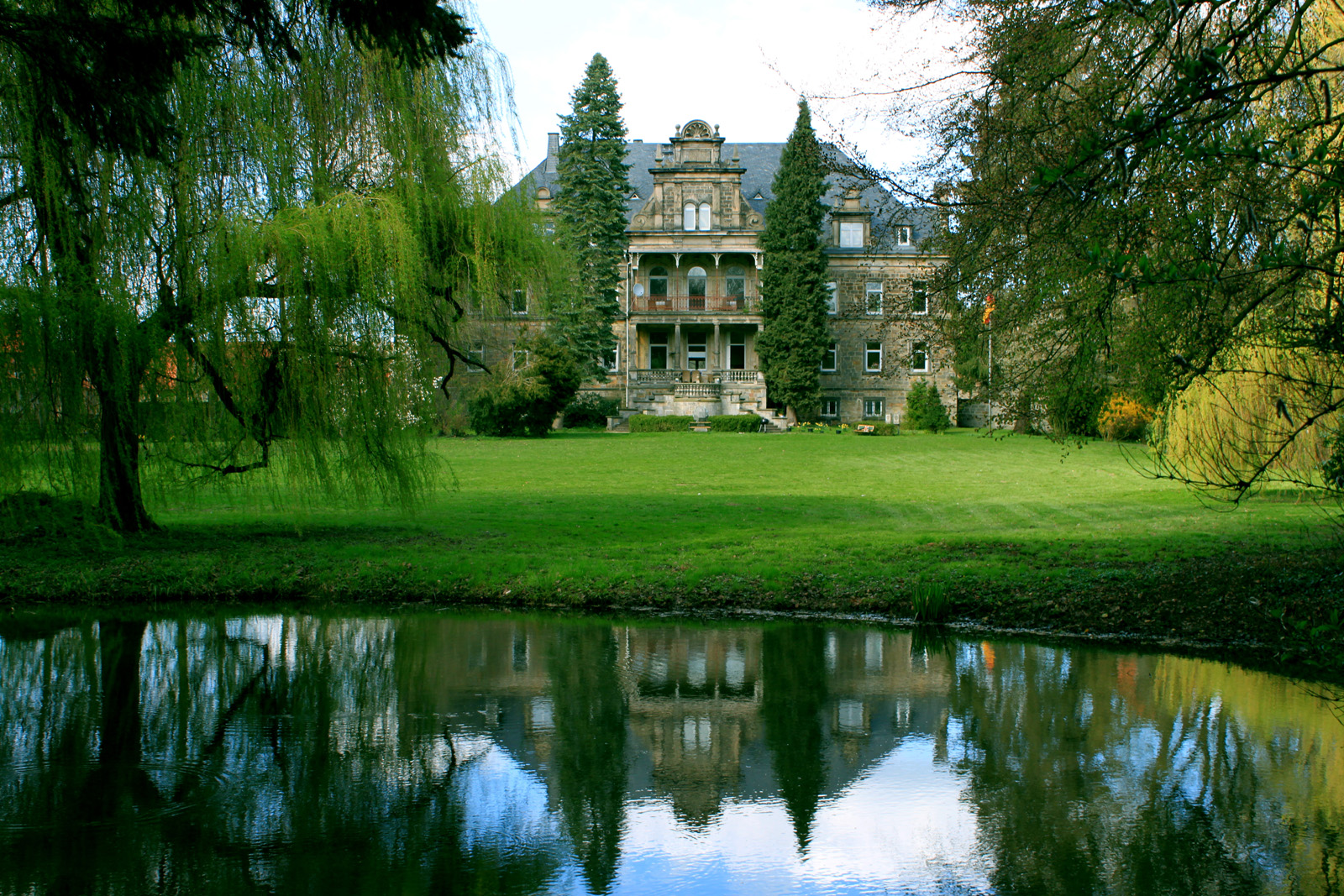
Het Rittergut Voldagsen
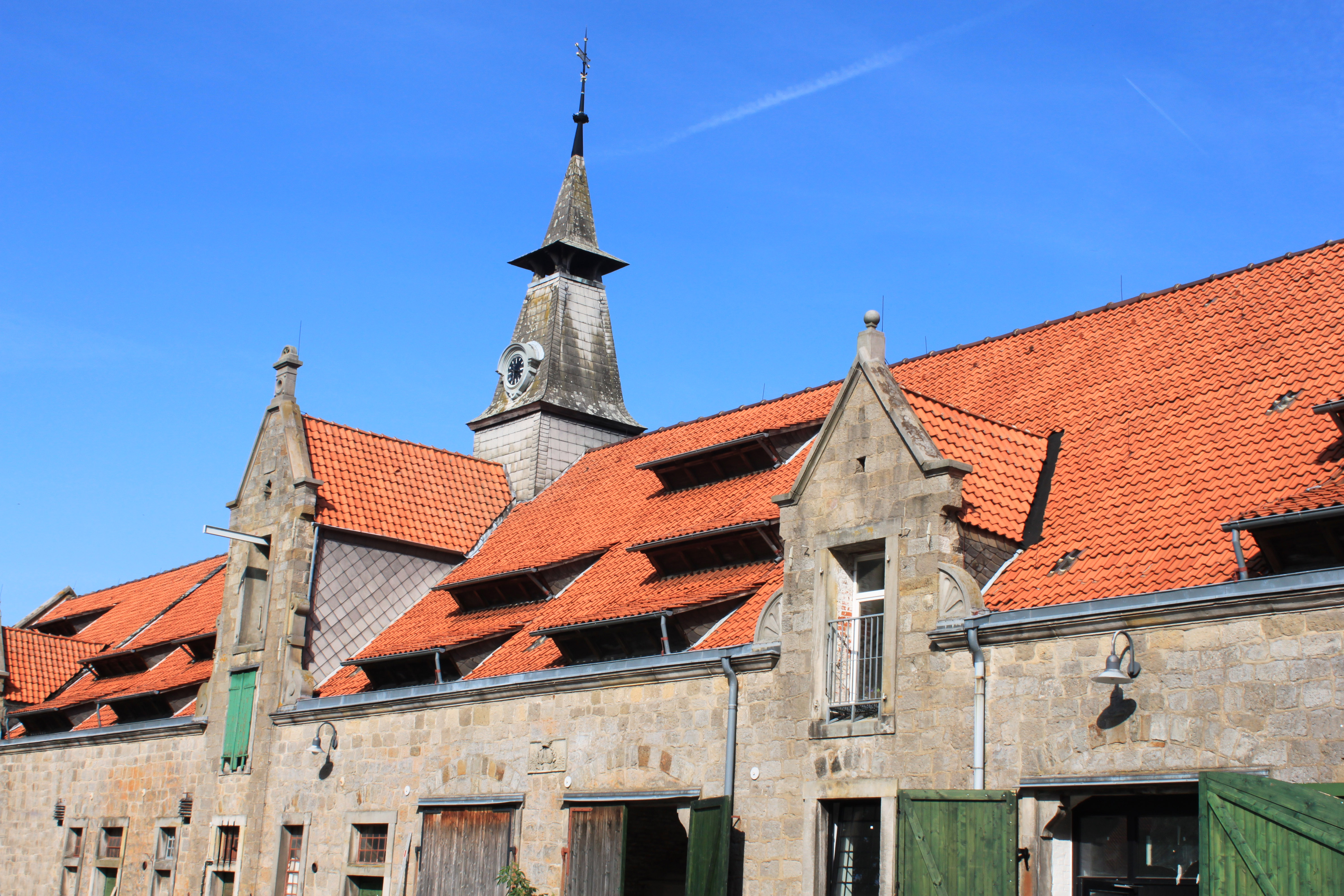
Voor het boerenbedrijf in gebruik zijnde gebouwen op het landgoed
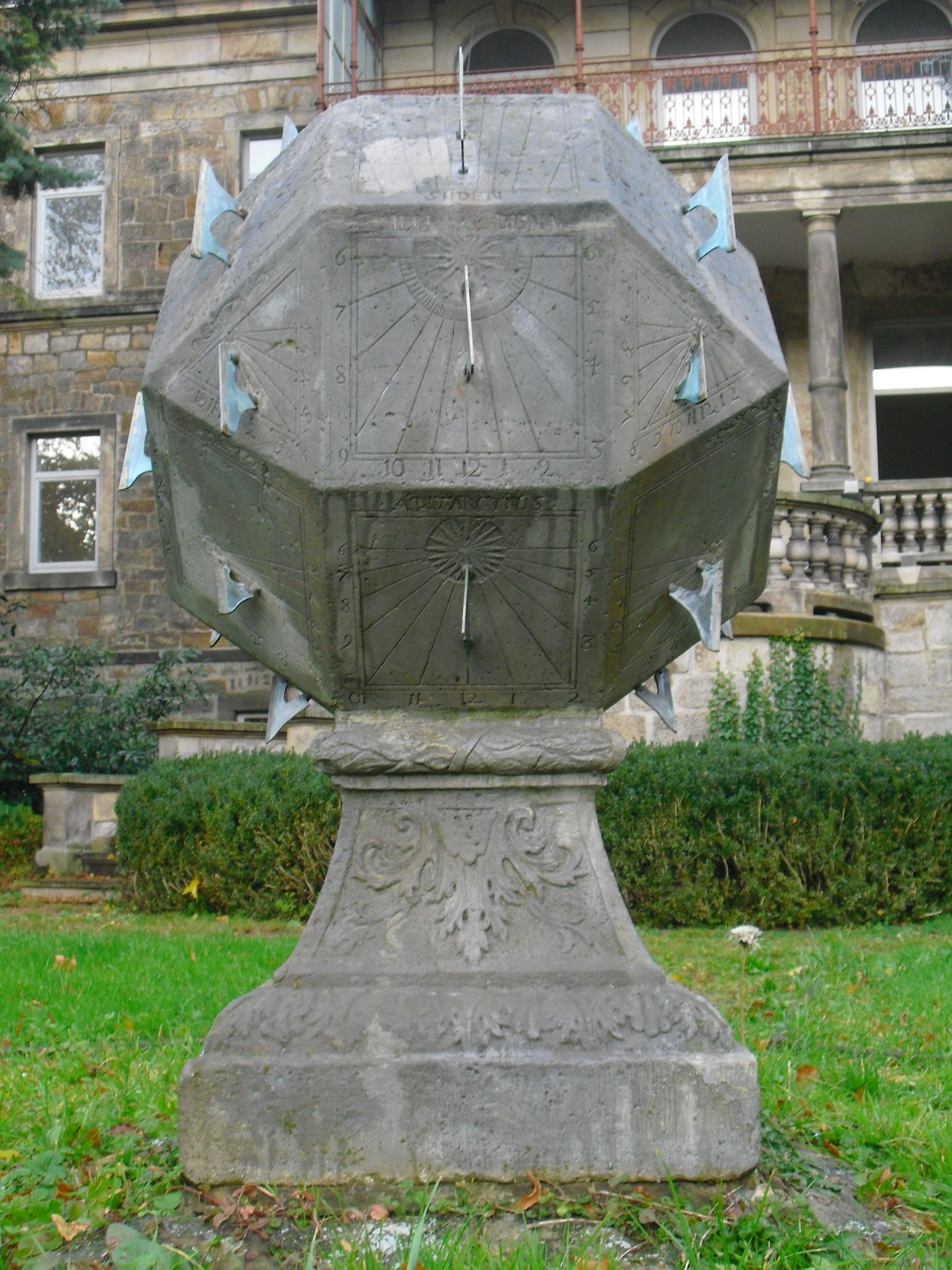
Bijzondere zonnewijzer (26-zijdig veelvlak) op het landgoed, bouwjaar rond 1700

Nabij Marienau ontstond rond 1350 een kasteel Voldagsen. De hier wonende heren waren leenmannen van de graven van Spiegelberg. Van 1628, toen Hilmar de Jongere von Münchhausen het goed kocht uit de boedel van de vorige heren, de uitgestorven familie Bock von Nordholz,  tot 1878, was het in bezit van de baronnen van Münchhausen, en wel uit de zgn. zwarte lijn, de familietak waar in de 18e eeuw de bekende leugenbaron aan ontsproot.  Deze woonde overigens niet hier, maar te Bodenwerder. Wel heeft zijn overgrootvader er vanaf 1657 enige tijd gewoond. Tussen 1798 en 1838 lieten de Münchhausens het kasteel, dat intussen over een eigen steengroeve beschikte,  grondig vernieuwen. In 1875 verkocht Staats Friedrich Burghard von Münchhausen een stuk grond van het landgoed , waar een spoorlijn met daaraan station Voldagsen werden gerealiseerd. In 1877 werd door hem een baksteenfabriek bij het landgoed opgericht, maar een jaar later ging hij failliet en het landgoed kreeg een andere eigenaar. Deze en zijn zoon lieten de steenfabriek slopen en plaatsmaken voor een zeer grote boerderij achter het kasteel. Het kasteel zelf werd uitgebreid in een imitatie van de stijl der Wezerrenaissance, en in 1891 door de destijds beroemde tuinarchitect Rudolph Jürgens van de nog bestaande tuinen met de grote vijver voorzien. Over de geschiedenis van het landgoed tussen 1914 en 1945 is niets bekend. In 1945 werd Voldagsen opgekocht door de  Kaiser-Wilhelm-Gesellschaft, een rechtsvoorgangster van het Max Planckinstituut, dat er tot 1955 een voor geheel Duitsland belangrijke proefboerderij exploiteerde. Hier werden experimenten met de veredeling van allerlei land- en tuinbouwgewassen uitgevoerd. Daarna werd het landgoed zetel van de met de Nederlandse Bescherming Bevolking vergelijkbare instelling Bundesverband für den Selbstschutz (BVS). Tot 1996 verzorgde deze hier opleidingen en cursussen in rampenbestrijding en in het coördineren van hulpverlening bij allerlei ongevallen.
Daarna kocht een vermogende particulier uit Hannover het landgoed, liet het renoveren en tot een chic hotel en partycentrum verbouwen, met als kernactiviteit het organiseren van luxueuze bruiloftsfeesten. Incidenteel worden de tuinen rondom het landgoed voor bezoekers opengesteld.

## Geschiedenis
Coppenbrügge wordt rond het jaar 1000 voor het eerst in een document vermeld.
Zoals ook elders in de regio, zijn er in de gemeente Coppenbrügge veel dorpen, waarvan de plaatsnaam op -sen eindigt. Dit is een op ontwikkelingen in de middeleeuwen teruggaande verkorting van -hausen (Nederlands: -huizen). Inderdaad zijn bijna alle dorpen in de huidige gemeente al tussen de 9e en 13e eeuw ontstaan.
Coppenbrügge was het centrum van het Rijksgraafschap Spiegelberg. In 1435 verloor dit kleine graafschap een oorlogje tegen zijn door Welfische heren geregeerde buurstaten. Daarbij werd een bij Coppenbrügge gelegen dorp met de naam Hiltorp geheel verwoest, en daarna nimmer meer opgebouwd. Delen van de huidige gemeente lagen in de middeleeuwen in verschillende staten. Zo lag na een van de vele verervings- en verdelingsverdragen (in 1495) het dorp Bessingen in het Vorstendom Brunswijk-Wolfenbüttel, en lag het naburige Behrensen in het Vorstendom Calenberg. Ook heeft het Prinsbisdom Hildesheim, met name in de periode van de 11e tot aan de 15e eeuw, nog politieke invloed gehad; enkele dorpen zijn ontstaan rondom aan de bisschoppen van Hildesheim gedane schenkingen. Een voorbeeld hiervan is Bisperode (wat ongeveer: bisschoppen-rooiland betekent). De heren op het kasteel van Bisperode waren tot aan de 15e eeuw vazallen van het Prinsbisdom Hildesheim.  De hele verdere geschiedenis tot aan de 19e eeuw wordt door dergelijke politieke en territoriale versnippering en dus door - toentertijd aan grensstreken inherente - politieke instabiliteit gekenmerkt.
Bij de Reformatie van de 16e eeuw gingen de meeste christenen in de streek, waarin Coppenbrügge ligt, over van de rooms-katholieke naar de lutherse gezindte. In de nasleep van de (voor deze streek door vele verwoestingen rampzalige) Dertigjarige Oorlog (1618-1648) bleef het gebied in protestantse handen. Tot op de huidige dag zijn verreweg de meeste christenen in Coppenbrügge  evangelisch-luthers, wat (tenzij anders vermeld) ook voor alle hierna genoemde kerkgebouwen in de gemeente geldt.
In 1692 werd Coppenbrügge door een catastrofale brand geheel verwoest. In 1697 bracht tsaar Peter de Grote van Rusland, tijdens zijn grote reis naar Amsterdam, in kasteel Coppenbrügge de nacht door. Zijn gastvrouw was keurvorstin Sophia van de Palts, met wie de tsaar belangrijke diplomatieke gesprekken zou hebben gevoerd.  In 1732 vestigden zich enige protestantse Salzburgse emigranten te Marienau. De voor Frankrijk succesvolle Slag bij Hastenbeck, eind juli 1757 tijdens de Zevenjarige Oorlog (1756-1763), werd gedeeltelijk uitgevochten in het westelijke gedeelte van de huidige gemeente Coppenbrügge.
In 1819 kwam het grootste deel van de gemeente in het Koninkrijk Hannover te liggen, een klein deel in de gemeente Holzminden (Koninkrijk Pruisen). Coppenbrügge bleef een -omstreden- grensgebied. Aan deze situatie kwam in 1871 pas definitief een einde, toen Hannover en Pruisen in het Duitse Keizerrijk werden verenigd.
In de heuvels bij het plaatsje Dörpe  werd vanaf de 16e eeuw tot aan de 20e eeuw op kleine schaal steenkool gedolven. Toen de steenkoolvoorraad uitgeput was, heeft de mijn tot kort na de Tweede Wereldoorlog nog als steengroeve dienst gedaan.
Na 1990 trad door het verschijnsel van vergrijzing een geleidelijke daling van het aantal inwoners op.

## Afbeeldingen

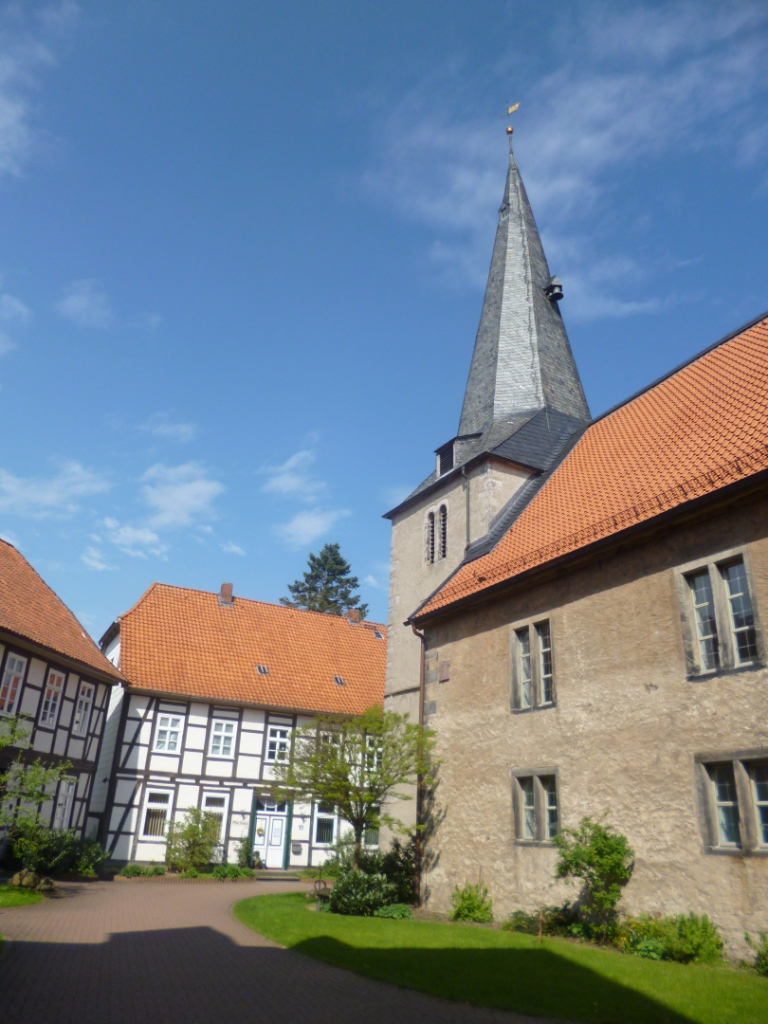
Coppenbrügge, St. Nicolaaskerk en pastorie
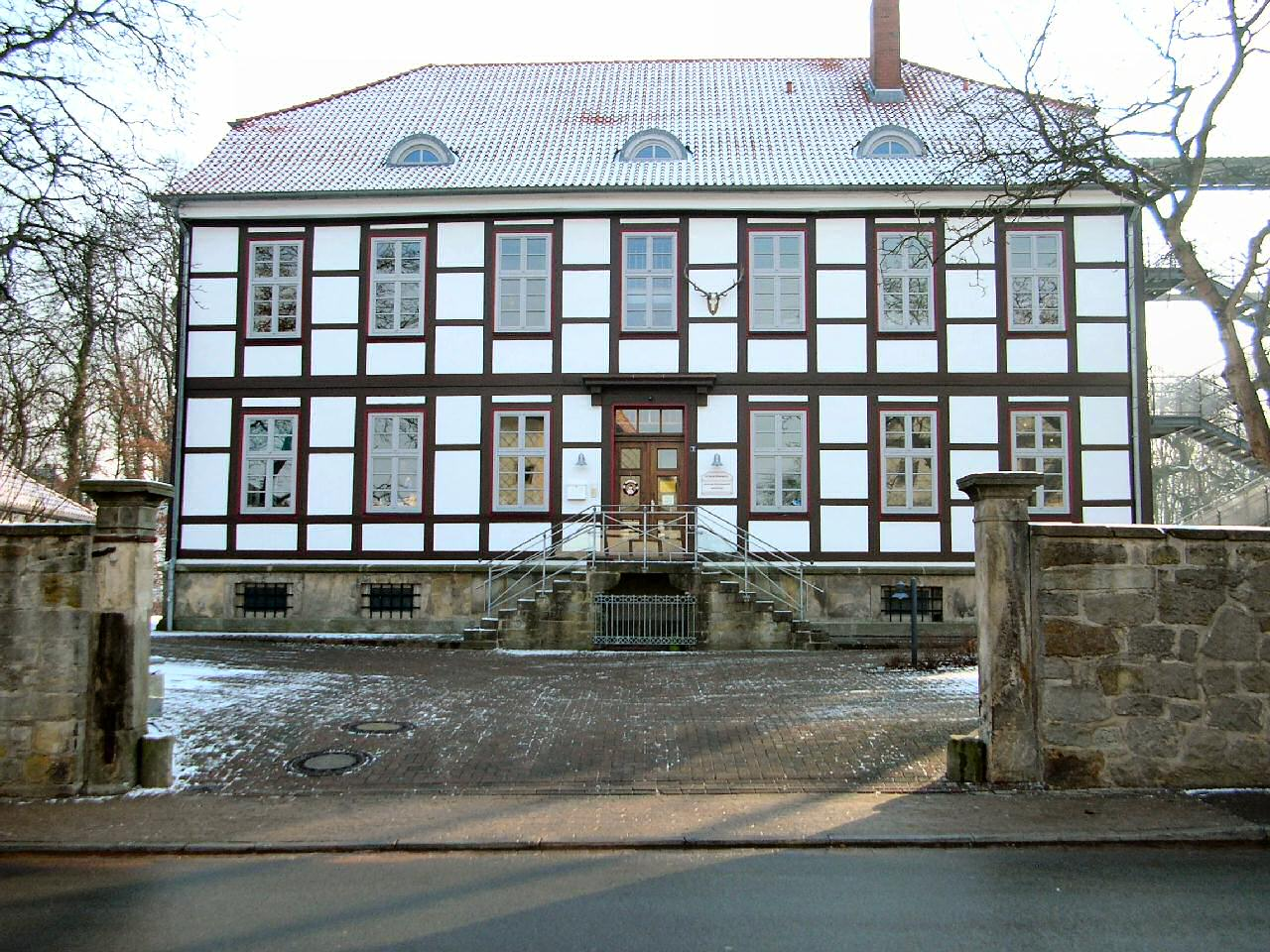
Voormalig boswachterij-kantoor
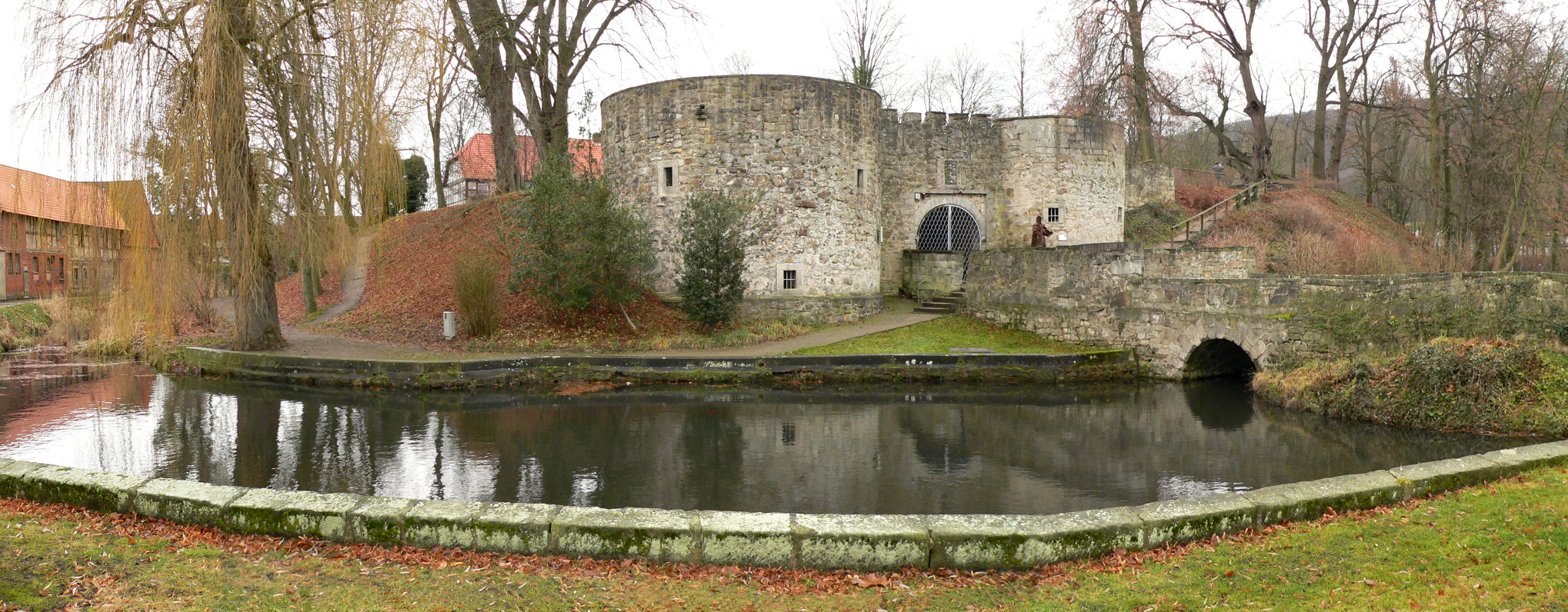
De ruïne van Burg Coppenbrügge
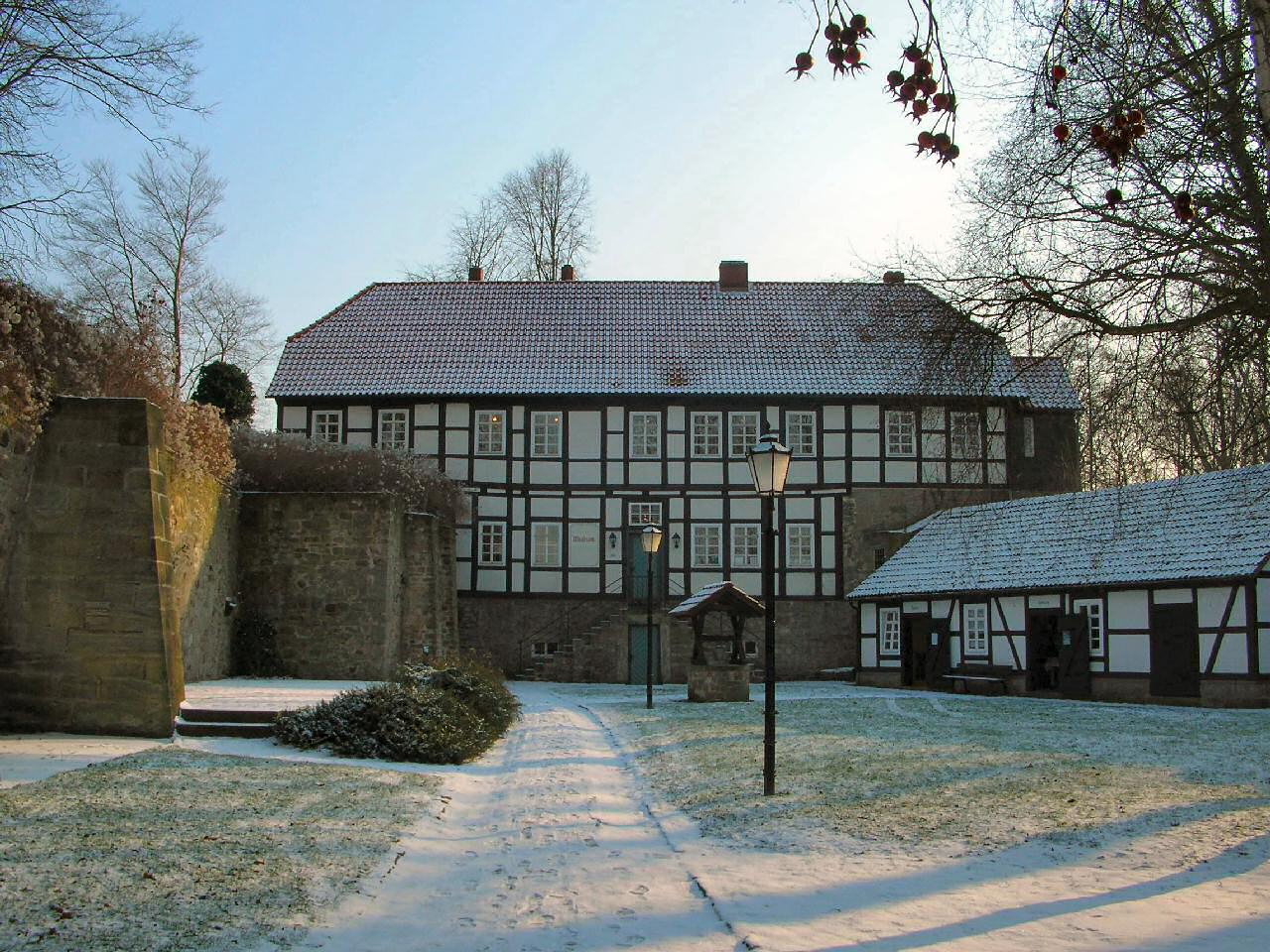
Museum op de binnenplaats van de kasteelruïne
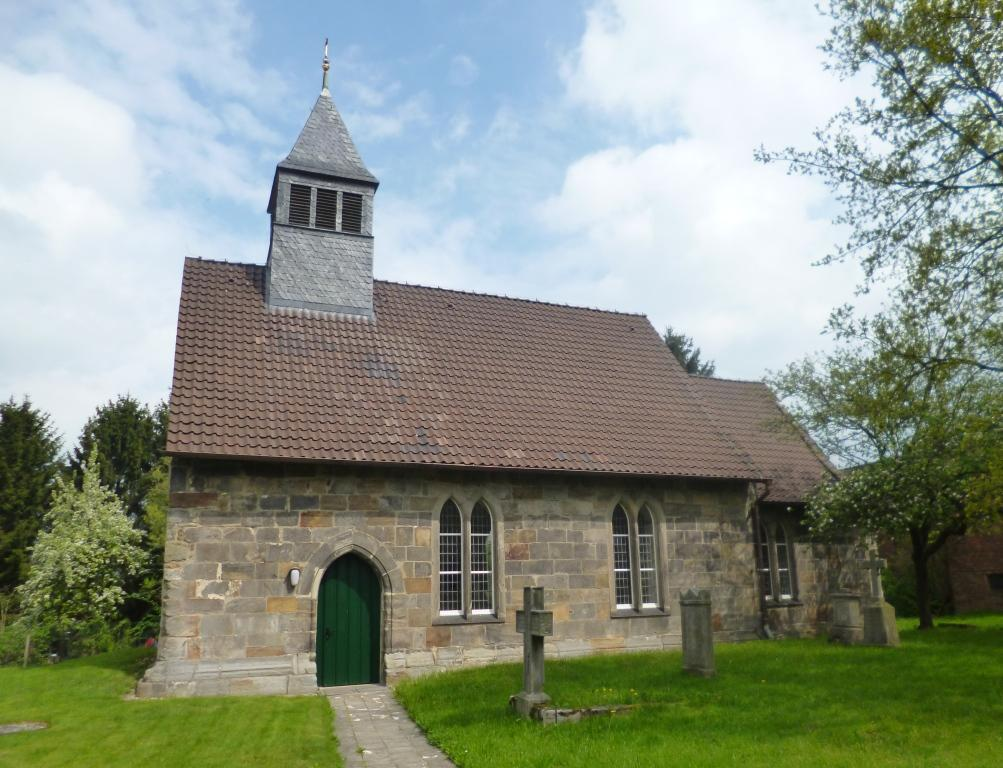
Jacobuskerkje, Bäntorf (1280; renovaties 1880, 1965)
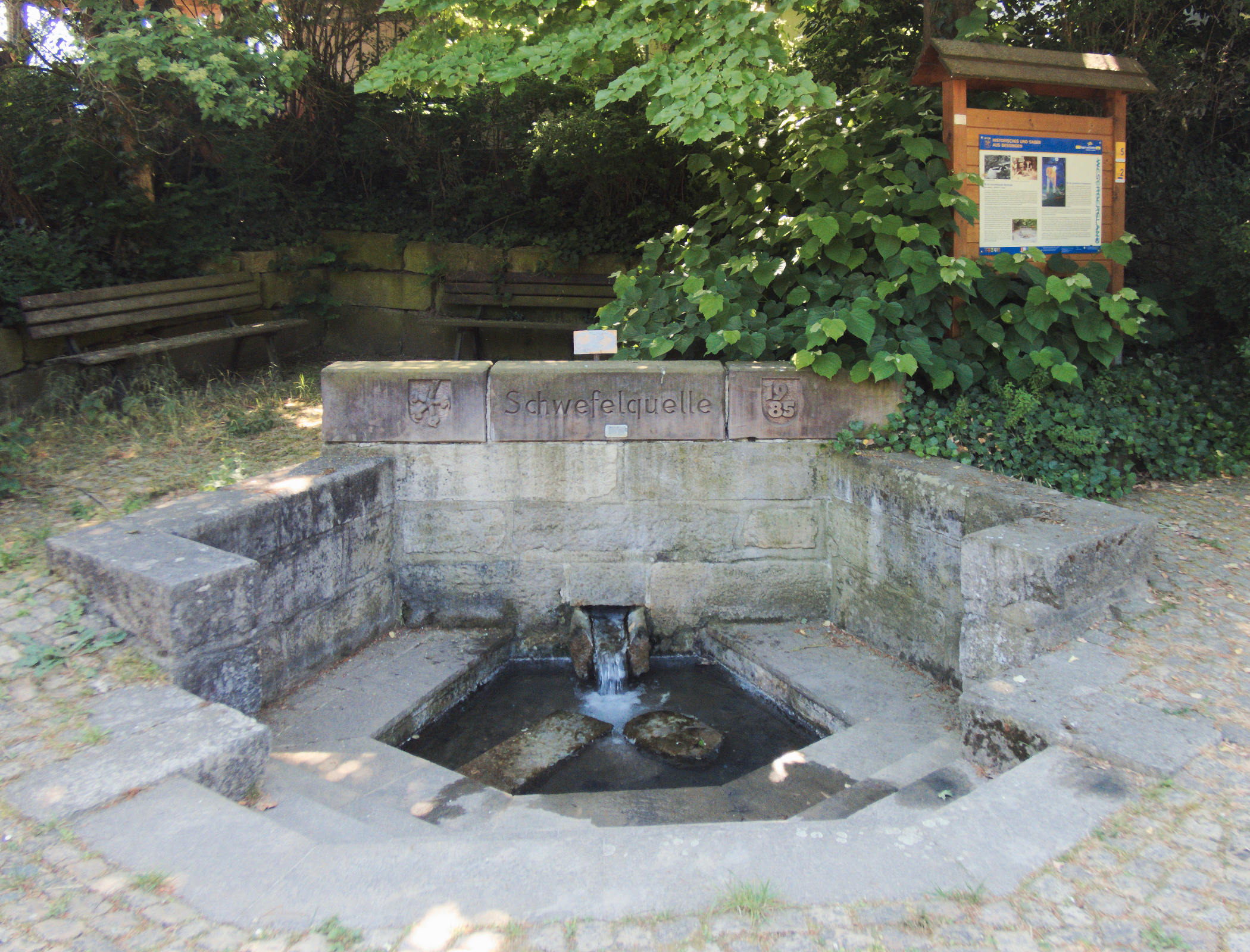
Bessingen, zwavelhoudende bron
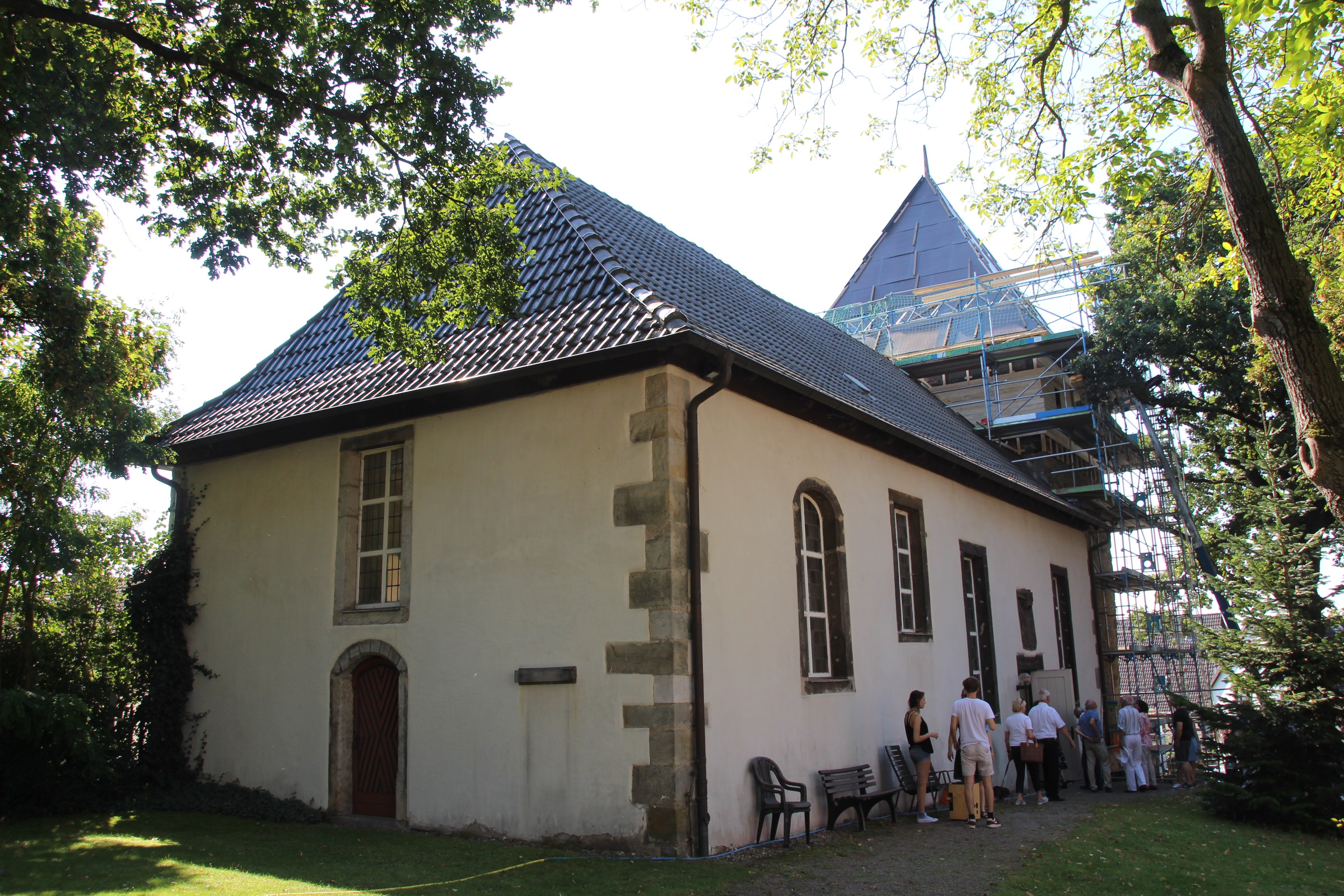
Bessingen, 18e-eeuwse dorpskerk
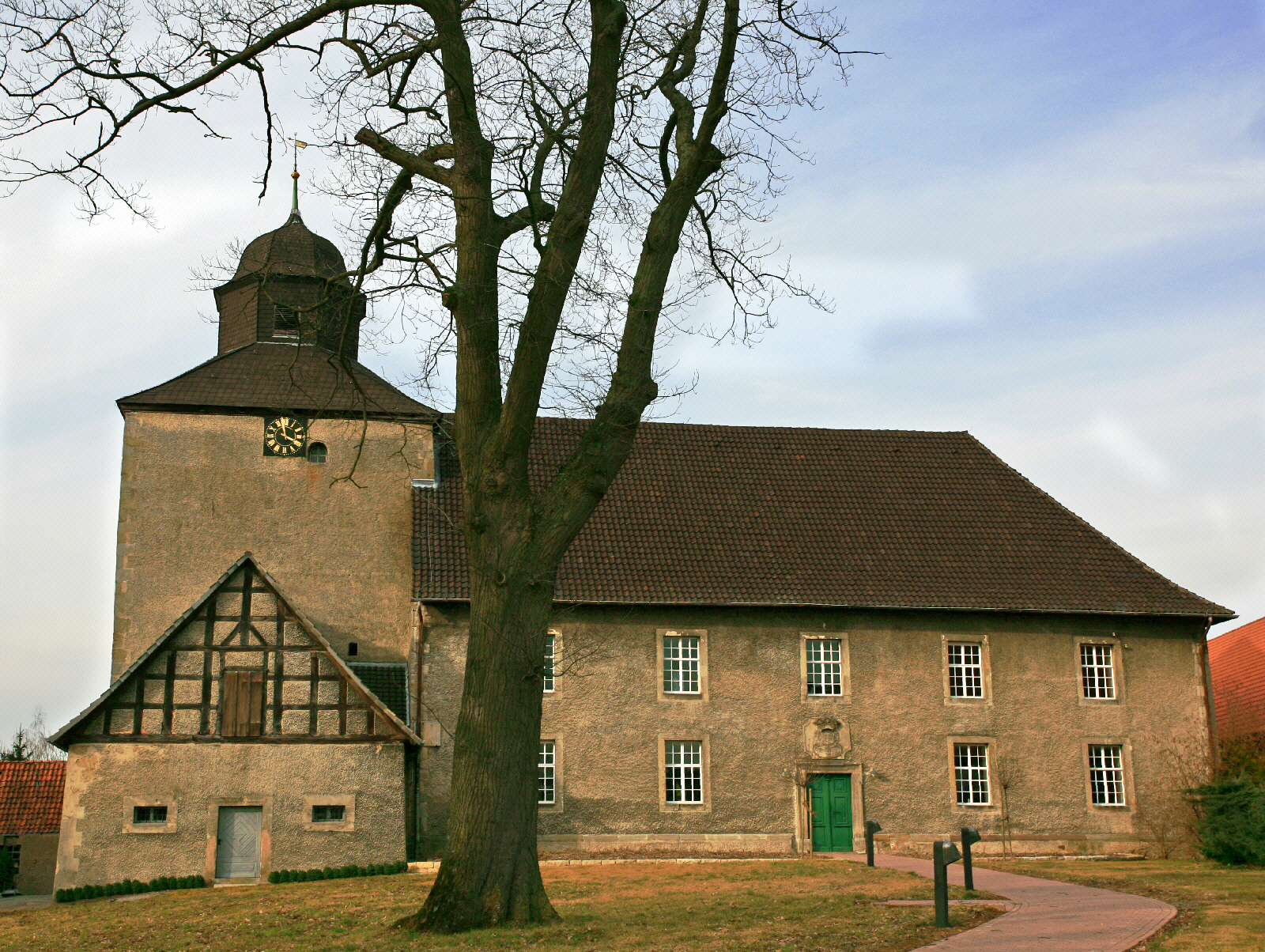
St. Petrus-en Pauluskerk, Bisperode
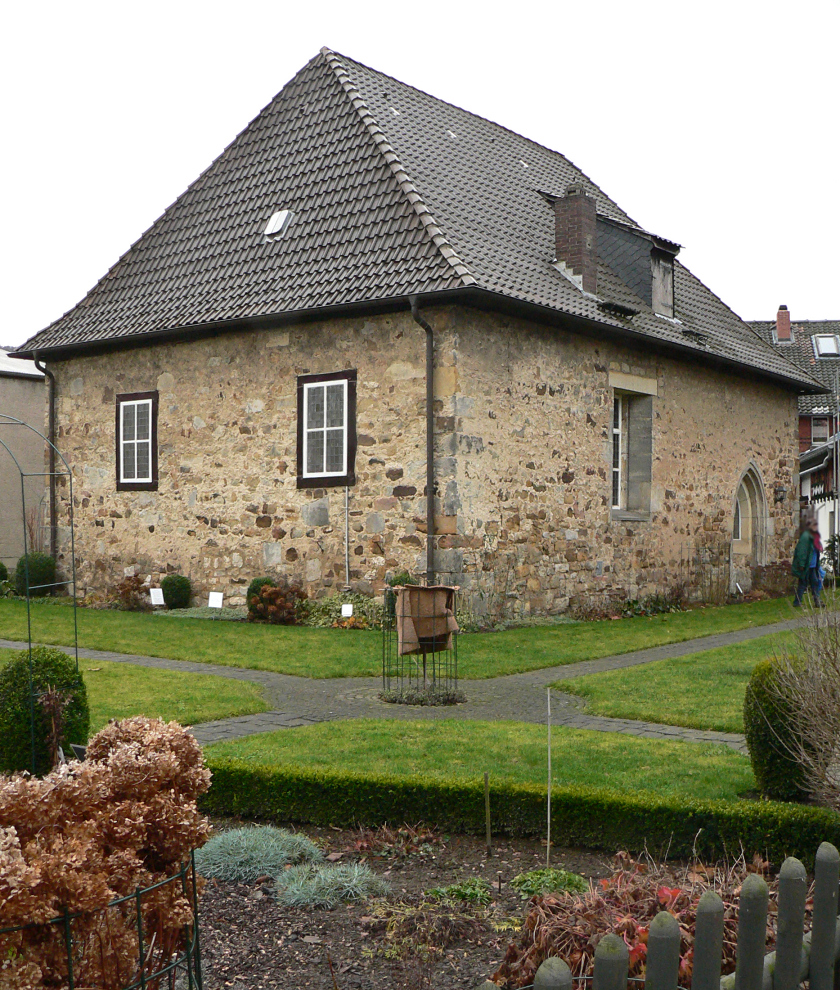
Kapel Marienau, laatste restant van het oude klooster
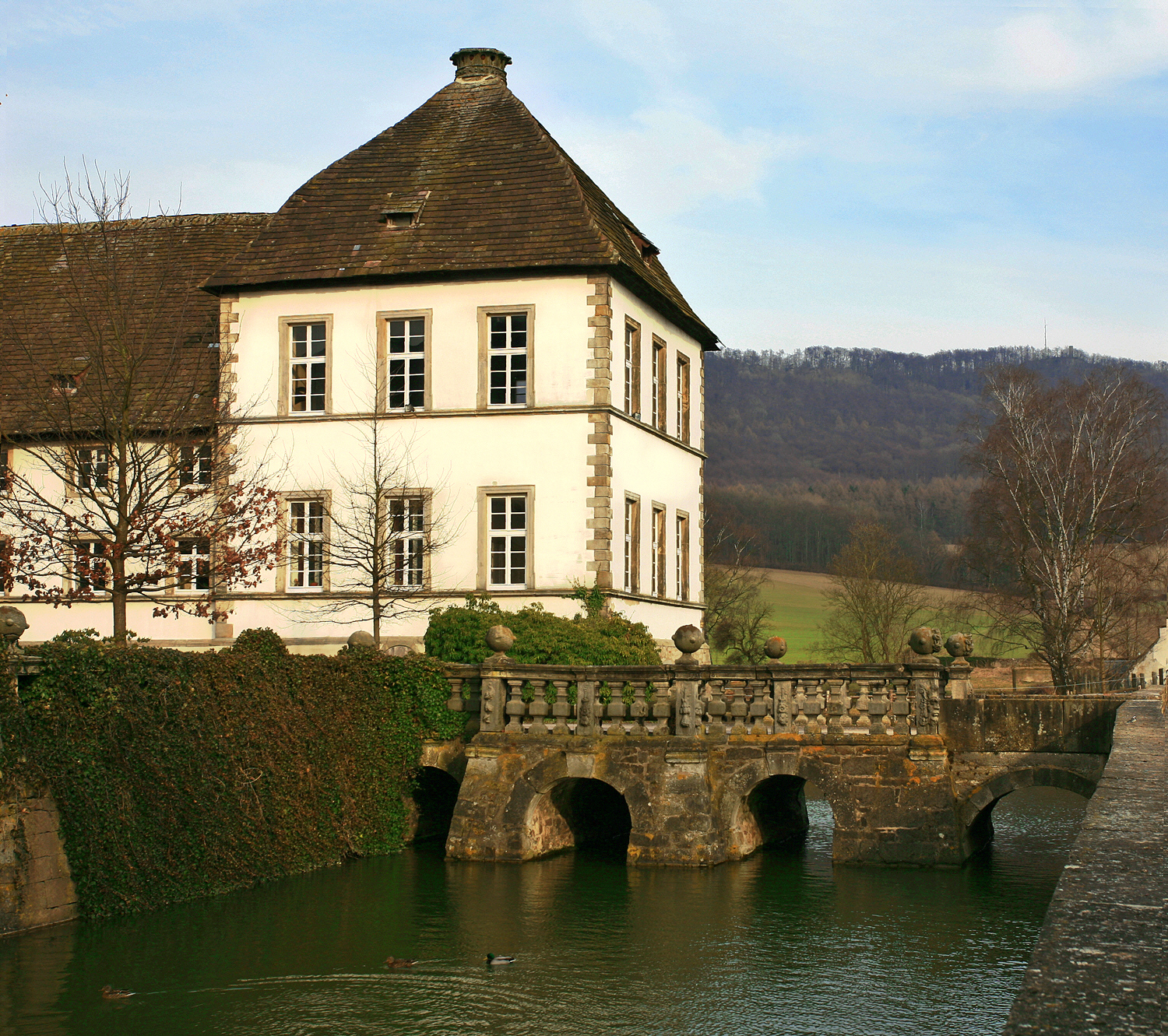
Kasteel Bisperode (als boerderij in gebruik; bezoek niet mogelijk)
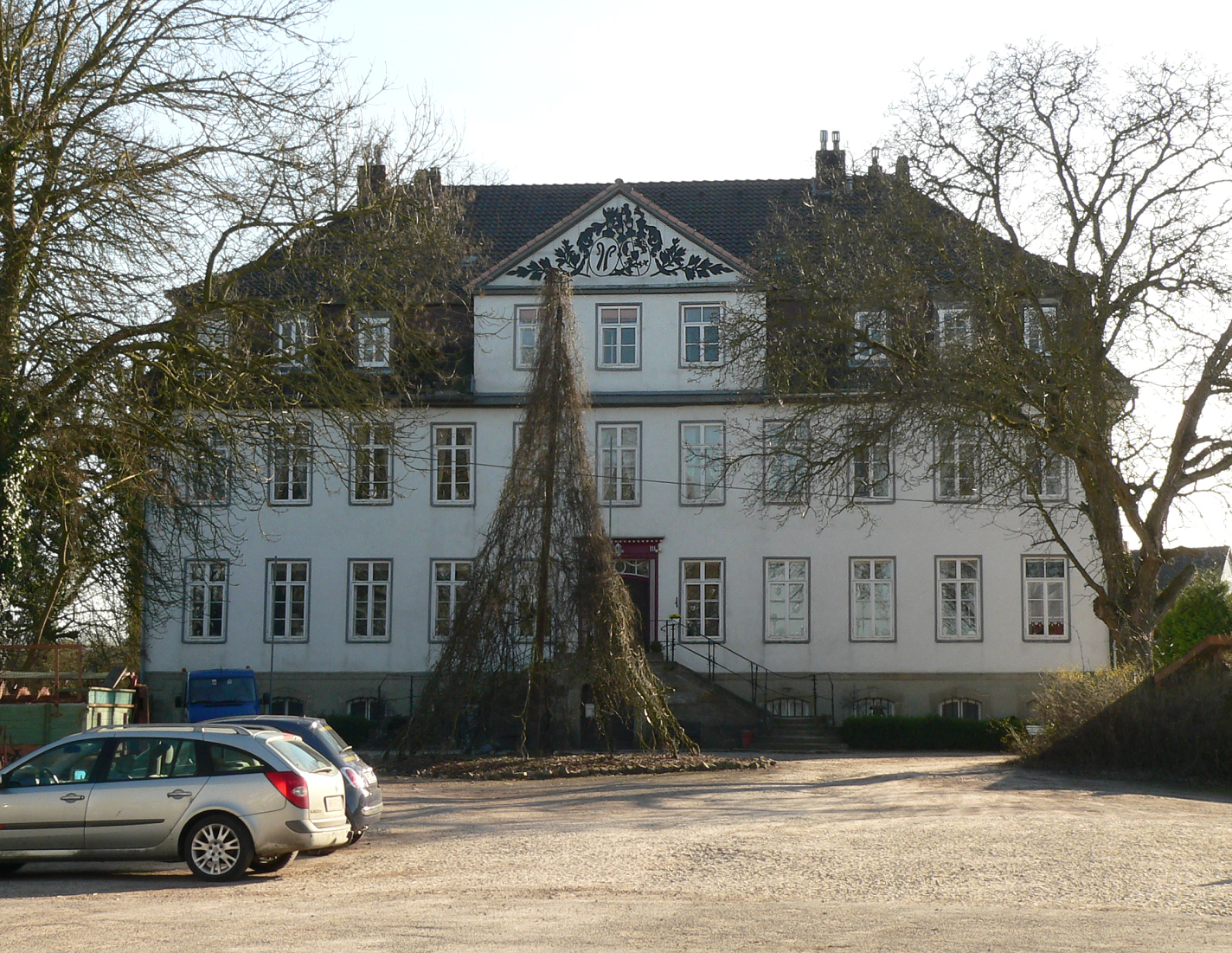
Landhuis (Rittergut) Diedersen[8] (als boerderij in gebruik; bezoek niet mogelijk)

## Belangrijke personen in relatie tot de gemeente
- Staats Friedrich Burghard von Münchhausen (* 16 juni 1840 in Voldagsen; † 21 maart 1907 in Hilkenreden bij Aerzen), landgoedeigenaar en ondernemer